# 明月镇 (蓬溪县)
明月镇，是中华人民共和国四川省遂宁市蓬溪县下辖的一个乡镇级行政单位。2019年9月，撤销回水乡，将其所属行政区域划归明月镇管辖。

## 行政区划
明月镇下辖以下地区：
望月街社区、桂花桥村、广坝村、九块田村、宇安村、宇山村、熬花井村、大茅坪村、青狮村、白云村、金塘湾村、深广村、高洞村、龙拱背村、火石村、水门关村、碧山庙村、何家坝村、安沟村、中河咀村、白庙村和学田村、黑龙社区、九龙寨村、洞孔村、三叉河村、慧林村、金竹林村、西林村、新市村、圆坝子村和竹花村。